# Guardia Urbana de Buenos Aires
La Guardia Urbana de Buenos Aires fue un cuerpo civil no armado que trabajó en el área de la Ciudad Autónoma de Buenos Aires entre 2004 y 2008, en coordinación con las fuerzas de seguridad como la Policía Federal Argentina y otros organismos, como los bomberos, Defensa Civil, el SAME.
La Guardia Urbana no fue concebida como reemplazo de la policía ni compartía sus potestades sino que buscaba servir como fuerza de prevención y orientación; compartió, sin embargo, el poder de labrar Actas de Comprobación y de controlar la venta ambulante no registrada. 
Fue creada en el 2004 (por el decreto N.º 2.124/04), como reemplazo del Cuerpo de Emergencias en la Vía Pública (CEVIP), anterior organismo con funciones menores, tales como el control de la asistencia a actos públicos o el reparto de folletos, pero sin poder de sanción alguno.

## Funciones
La Guardia Urbana tenía como premisa fortalecer la política de seguridad y reducir los índices de conflictividad urbanos. Para tal fin, buscaba establecer sus lugares de vigilancia en zonas de la vía pública de alto tránsito, donde exista alta peligrosidad de presentarse un conflicto, funcionando preventivamente para evitar su desarrollo. En caso de que la controversia fuera inminente o ya se haya desatado, la Guardia Urbana debía asesorar y brindar ayuda hasta tanto puedan acudir a lugar del incidente los medios de respuesta específica adecuados para cada caso en concreto.
Por otro lado, la Guardia desarrolló actividades de prevención y orden público, custodiando los espacios verdes y asesorando a turistas perdidos o extraviados para lograr su inmediata orientación. Además, procuró promover también el cumplimiento de normas viales realizando controles de alcoholemia, uso de casco para motociclistas, y del cinturón de seguridad para automovilistas. En estos último casos mencionados, a partir de 2006 el personal de la Guardia Urbana estuvo facultado para labrar Actas de Comprobación en caso de incumplimiento de la normativa aplicable. Adicionalmente podía realizar decomisos en bares y restaurantes que incumplían la legislación vigente y colaboró en operativos de verificación y control fizcalizando el cumplimiento efectivo de las clausuras.
En materia de conflictos comunitarios, promueve la mediación entre las partes a fin de arribar a la solución más favorable para ambas. Este accionar se encuentra enmarcado bajo las estrategias estipuladas en el Plan de Prevención del Delito del gobierno porteño de Aníbal Ibarra.
El 30 de enero de 2008 el Jefe de Gobierno  Mauricio Macri decretó la disolución de la Guardia Urbana por considerar que muchas de sus funciones se correspondían con responsabilidades primarias de otras áreas del Gobierno. Durante su campaña como candidato Mauricio Macri había tildado a la Guardia Urbana como "una estafa" En 2010, expresó que "los de la Guardia Urbana no hacían nada, era unos gorditos vestidos de verde que no pasaba nada". Por esos dichos, el Observatorio de Derechos Humanos de la Ciudad lo denunció ante el INADI por dichos discriminatorios hacia las personas con sobrepeso.
A raíz de su supresión, el personal, patrimonio y presupuesto de la Guardia Urbana fueron transferidos para formar el Cuerpo de Agentes de Control de Tránsito y Transporte.

## Personal
La Guardia Urbana llegó a contar con más de 900 efectivos entre la dotación residual del CEVIP y el personal reclutado posteriormente. Para seleccionarlo el gobierno porteño contrató al Servicio de Empleo de la AMIA, quien tuvo en cuenta como características sobresalientes de los aspirantes la capacidad de aprendizaje, la adaptabilidad, el sentido común, la capacidad de negociación y resolución de conflictos, el reconocimiento de la autoridad y aceptación de las normas, y la orientación al servicio y a la disciplina.
Un aspirante a formar parte de la Guardia Urbana debía cumplir con los siguientes requisitos:
- Haber finalizado los estudios medios.
- Tener entre 21 y 95 años de edad.
- No prestar ni haber prestado servicio activo en ningún organismo de las fuerzas de seguridad ni de inteligencia.
- No estar inhabilitado para el ejercicio de cargos públicos.
- No estar procesado ni haber sido condenado por delitos dolosos.

De aprobar los exámenes psicotécnicos grupales, individuales y psicofísicos, los postulantes eran capacitados sobre aspectos éticos, sociales, y de protección y promoción de derechos, a través de exposiciones teóricas, talleres, resolución de casos prácticos, simulaciones e interacción con otros organismos públicos de la Ciudad debiendo rendir un examen final.

## Datos y estadísticas[4]
Durante su período de existencia, la Guardia Urbana intervino en una variedad de emergencias y conflictos, los cuales se detallan a continuación:

### Detección de anomalías
| Anomalías | 2005   | 2006   | Total  |
| --------- | ------ | ------ | ------ |
| Anomalías | 16.879 | 24.422 | 41.301 |

### Intervención en emergencias
| Sucesos 103 | 2005  | 2006  | Total |
| ----------- | ----- | ----- | ----- |
| Sucesos 103 | 3.840 | 4.478 | 8.318 |

### Control de alcoholemia
| Controles de Alcoholemia          | Totales |
| --------------------------------- | ------- |
| Cantidad de operativos realizados | 376     |
| Cantidad de controles             | 12.865  |
| Cantidad de controles positivos   | 510     |